# Mira Kasslin
Mira Kristiina Kasslin (nascida em 26 de janeiro de 1978) é uma ciclista olímpica finlandesa. Mira representou sua nação em duas edições dos Jogos Olímpicos: Atlanta 1996 e Sydney 2000.